# 加里山 (京畿道)
加里山（韓語：가리산）是一座位于韓國京畿道抱川市与加平郡之间的山峰，主峰標高海拔774公尺。